# Den anden kind
Den anden kind er en dansk kortfilm fra 2007, der er instrueret af Alexandre Archimbaud.

## Handling
Denne artikel mangler et handlingsreferat. Hjælp os med at skrive det.